# Xã Shelby, Quận Shelby, Indiana
Xã Shelby (tiếng Anh: Shelby Township) là một xã thuộc quận Shelby, tiểu bang Indiana, Hoa Kỳ. Năm 2010, dân số của xã này là 1.892 người.